# Moncourt-Fromonville
Pour les articles homonymes, voir Moncourt (homonymie).
Moncourt-Fromonville (graphiée Montcourt-Fromonville jusqu'au 31 décembre 2024) est une commune française située dans le département de Seine-et-Marne en région Île-de-France.

## Géographie

### Localisation
Moncourt-Fromonville est située à 5 km au nord de Nemours.

### Communes limitrophes
| Grez-sur-Loing           |                      | La Genevraye |
|                          | Moncourt-Fromonville |              |
| Saint-Pierre-lès-Nemours | Darvault             | Nonville     |

### Géologie et relief
La commune est classée en zone de sismicité 1, correspondant à une sismicité très faible. L'altitude varie de 55 mètres à 85 mètres pour le point le plus haut , le centre du bourg se situant à environ 61 mètres d'altitude (mairie).

### Hydrographie

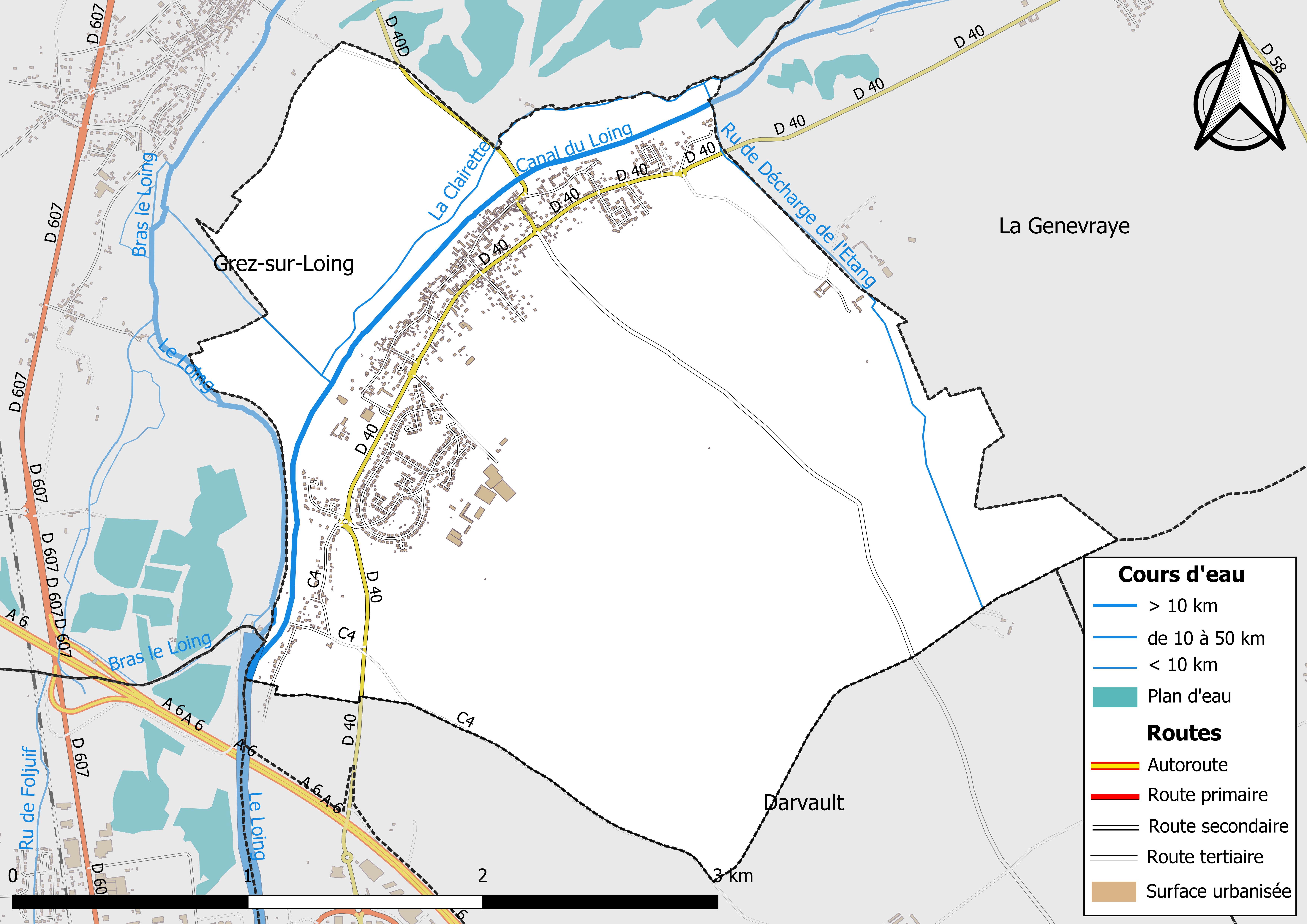
Carte des réseaux hydrographique et routier de Moncourt-Fromonville.

Le réseau hydrographique de la commune se compose de six cours d'eau référencés :
- la rivière le Loing, longue de 142,73 km[3], affluent en rive gauche de la Seine, ainsi que :
  - un bras de 0,49 km[4] ;
  - le canal 01 de Closeau, 1,04 km[5], et ;
  - la Clairette, 4,44 km[6], qui confluent avec le Loing ;
    - le ru de Décharge de l'Etang, 2,69 km[7], qui conflue avec  la Clairette ;
- le canal du Loing, long de 47,84 km[8].

La longueur totale des cours d'eau sur la commune est de 9,28 km.

### Climat
Pour des articles plus généraux, voir Climat de l'Île-de-France et Climat de Seine-et-Marne.
En 2010, le climat de la commune est de type climat océanique dégradé des plaines du Centre et du Nord, selon une étude du CNRS s'appuyant sur une série de données couvrant la période 1971-2000. En 2020, Météo-France publie une typologie des climats de la France métropolitaine dans laquelle la commune est exposée à un climat océanique altéré et est dans la région climatique Nord-est du bassin Parisien, caractérisée par un ensoleillement médiocre, une pluviométrie moyenne régulièrement répartie au cours de l’année et un hiver froid (3 °C).
Pour la période 1971-2000, la température annuelle moyenne est de 11,4 °C, avec une amplitude thermique annuelle de 15,5 °C. Le cumul annuel moyen de précipitations est de 689 mm, avec 11,3 jours de précipitations en janvier et 7,3 jours en juillet. Pour la période 1991-2020, la température moyenne annuelle observée sur la station météorologique la plus proche, située sur la commune de Nemours à 4 km à vol d'oiseau, est de 12,0 °C et le cumul annuel moyen de précipitations est de 690,3 mm,. Pour l'avenir, les paramètres climatiques de la commune estimés pour 2050 selon différents scénarios d'émission de gaz à effet de serre sont consultables sur un site dédié publié par Météo-France en novembre 2022.
| Mois                                  | jan.           | fév.           | mars           | avril         | mai             | juin          | jui.          | août           | sep.           | oct.            | nov.             | déc.             | année      |
| ------------------------------------- | -------------- | -------------- | -------------- | ------------- | --------------- | ------------- | ------------- | -------------- | -------------- | --------------- | ---------------- | ---------------- | ---------- |
| Température minimale moyenne (°C)     | 1,7            | 1,4            | 3,3            | 5,3           | 9               | 12,1          | 14,1          | 13,8           | 10,5           | 8,2             | 4,6              | 2,3              | 7,2        |
| Température moyenne (°C)              | 4,5            | 5,1            | 8,2            | 11            | 14,7            | 18,1          | 20,4          | 20,1           | 16,4           | 12,6            | 7,9              | 5                | 12         |
| Température maximale moyenne (°C)     | 7,3            | 8,8            | 13             | 16,7          | 20,4            | 24            | 26,7          | 26,5           | 22,2           | 17              | 11,1             | 7,8              | 16,8       |
| Record de froid (°C) date du record   | −13,3 08.01.10 | −13,4 07.02.12 | −11,7 01.03.05 | −4,6 06.04.21 | −0,9 05.05.1996 | 2 04.06.01    | 6,1 03.07.11  | 4,4 29.08.1993 | 0,5 30.09.1995 | −4,7 30.10.1997 | −10,9 24.11.1998 | −12,1 31.12.1996 | −13,4 2012 |
| Record de chaleur (°C) date du record | 17 01.01.23    | 21,6 27.02.19  | 26,8 31.03.21  | 29,2 20.04.18 | 32,9 28.05.17   | 38,7 18.06.22 | 42,5 25.07.19 | 41,1 06.08.03  | 35,9 08.09.23  | 29,9 02.10.23   | 23,4 07.11.15    | 17,9 07.12.00    | 42,5 2019  |
| Précipitations (mm)                   | 52             | 50             | 49,1           | 53,2          | 63,4            | 59,1          | 54,3          | 57,5           | 54,9           | 67,8            | 64               | 65               | 690,3      |

### Milieux naturels et biodiversité

#### Espaces protégés
La protection réglementaire est le mode d’intervention le plus fort pour préserver des espaces naturels remarquables et leur biodiversité associée,.
La réserve de biosphère « Fontainebleau et Gâtinais », créée en 1998 et d'une superficie totale de 150 544 ha, est un espace protégé sur la commune. Cette réserve de biosphère, d'une grande biodiversité, comprend trois grands ensembles : une grande moitié ouest à dominante agricole, l’emblématique forêt de Fontainebleau au centre, et le Val de Seine à l’est. La structure de coordination est l'Association de la Réserve de biosphère de Fontainebleau et du Gâtinais, qui comprend un conseil scientifique et un Conseil Education, unique parmi les Réserves de biosphère françaises,,,.

#### Réseau Natura 2000

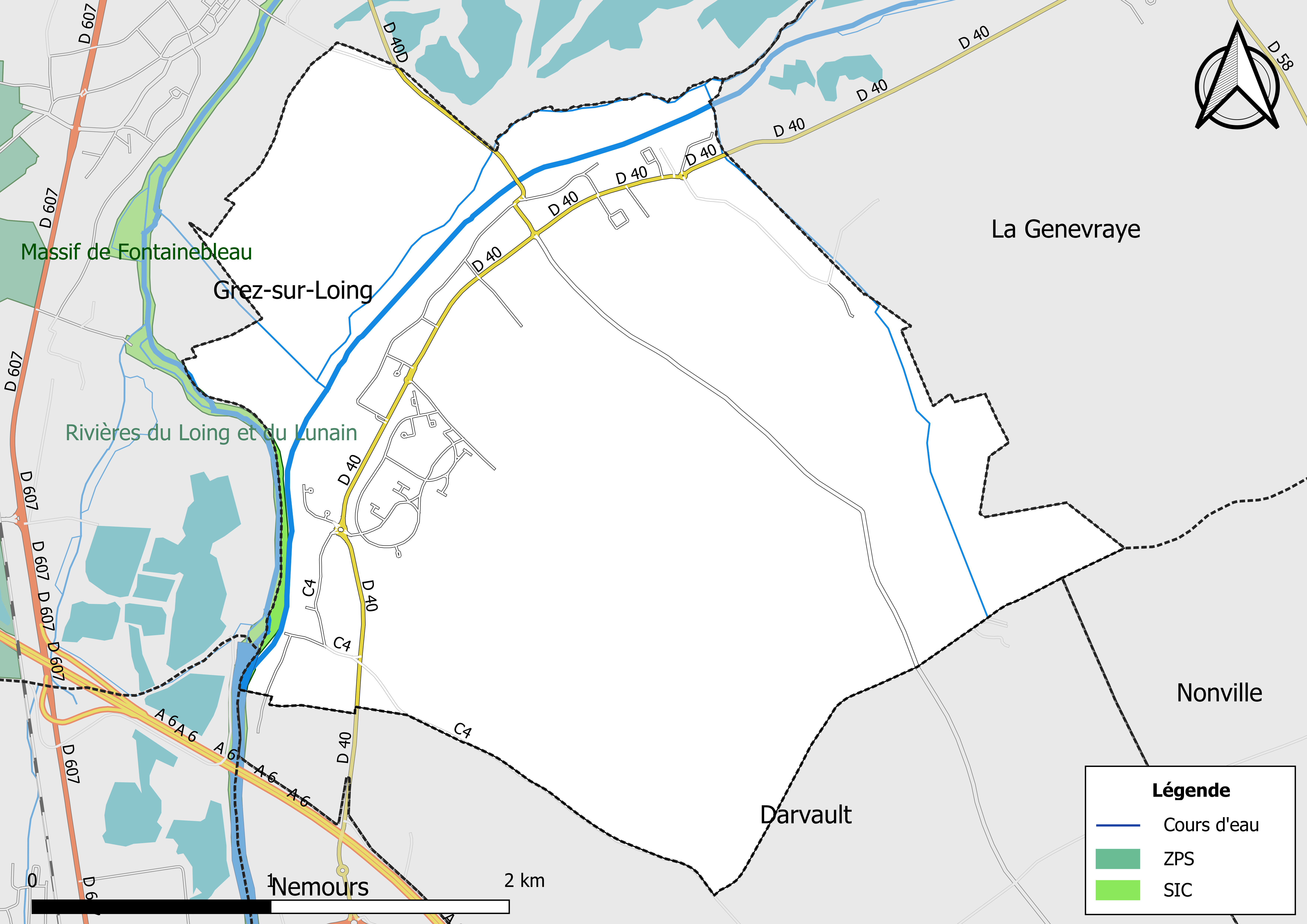
Sites Natura 2000 sur le territoire communal.

Le réseau Natura 2000 est un réseau écologique européen de sites naturels d’intérêt écologique élaboré à partir des Directives « Habitats » et « Oiseaux ». Ce réseau est constitué de Zones spéciales de conservation (ZSC) et de Zones de protection spéciale (ZPS). Dans les zones de ce réseau, les États Membres s'engagent à maintenir dans un état de conservation favorable les types d'habitats et d'espèces concernés, par le biais de mesures réglementaires, administratives ou contractuelles.
Un site Natura 2000 a été défini sur la commune au titre de la « directive Habitats », : 
- les « Rivières du Loing et du Lunain », d'une superficie de 400 ha, deux vallées de qualité remarquable pour la région Île-de-France accueillant des populations piscicoles diversifiées dont le Chabot, la Lamproie de Planer, la Loche de Rivière et la Bouvière[24],[25].

#### Zones naturelles d'intérêt écologique, faunistique et floristique
L’inventaire des zones naturelles d'intérêt écologique, faunistique et floristique (ZNIEFF) a pour objectif de réaliser une couverture des zones les plus intéressantes sur le plan écologique, essentiellement dans la perspective d’améliorer la connaissance du patrimoine naturel national et de fournir aux différents décideurs un outil d’aide à la prise en compte de l’environnement dans l’aménagement du territoire.
Le territoire communal de Moncourt-Fromonville comprend une ZNIEFF de type 1,,, 
les « Étangs de Pleignes » (33,65 ha), couvrant 2 communes du département, et une ZNIEFF de type 2,, 
la « vallée du Loing entre Moret et Saint-Pierre-Lès-Nemours » (1 749,77 ha), couvrant 13 communes du département.

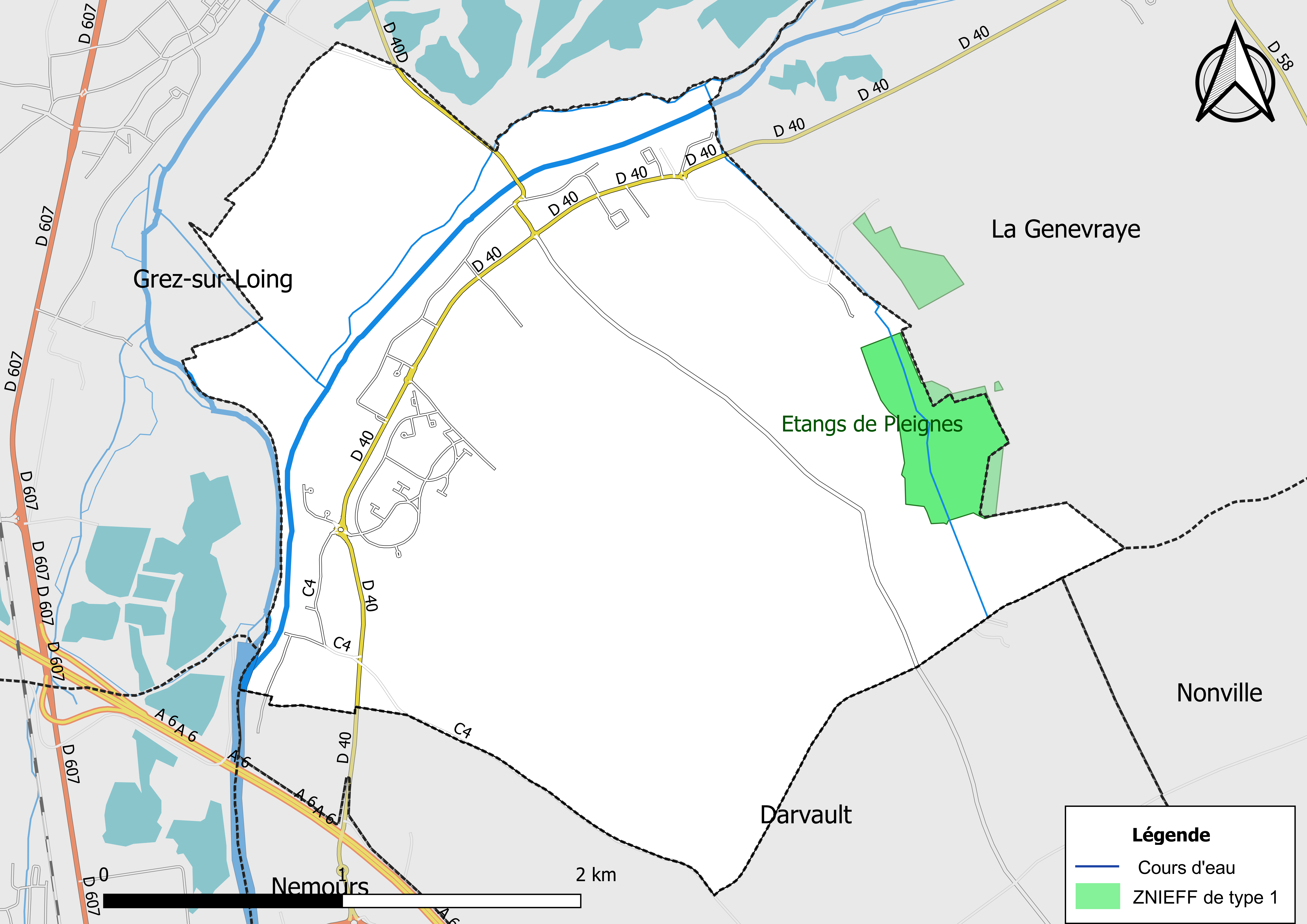
Carte des ZNIEFF de type 1 de la commune.
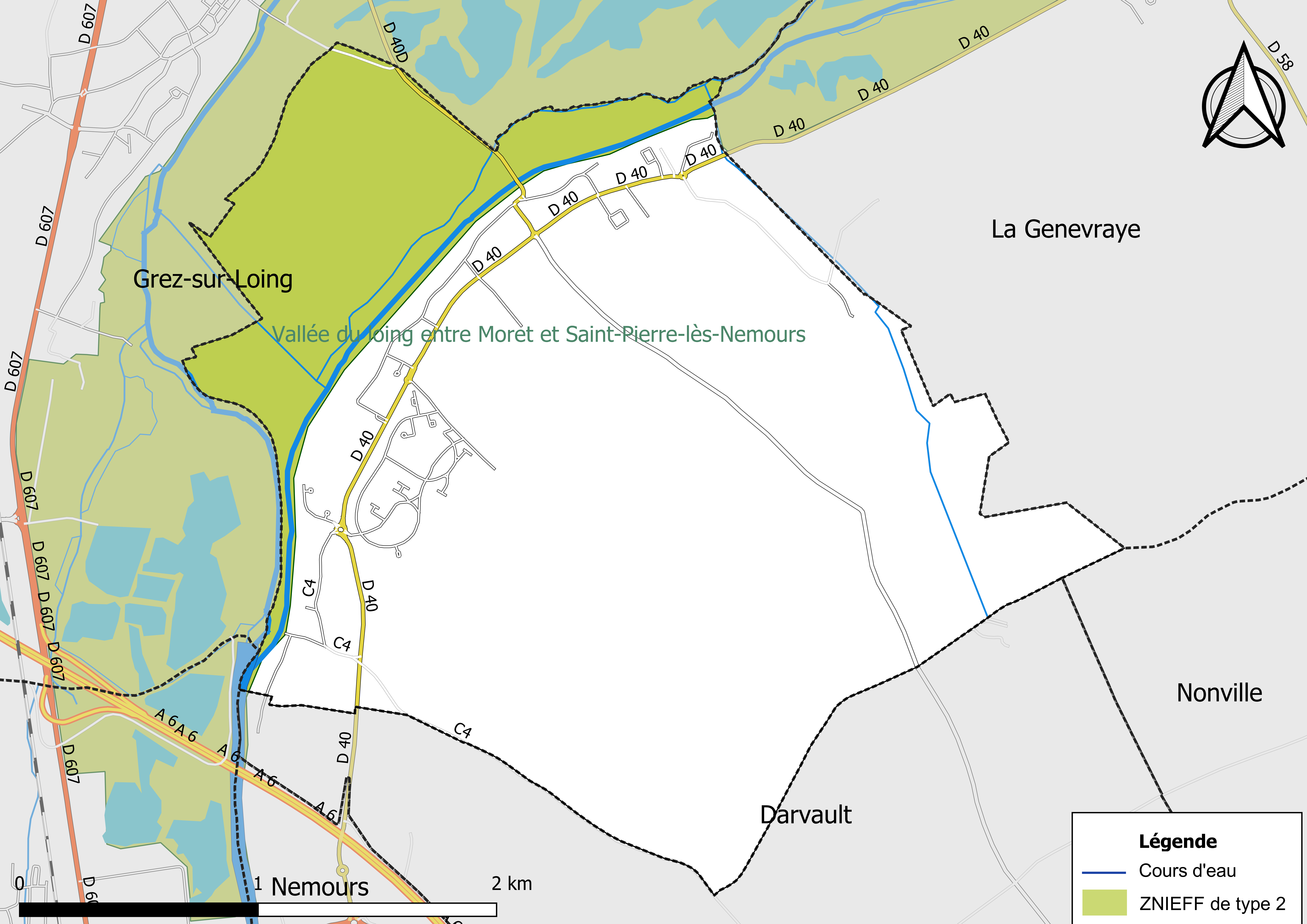
Carte des ZNIEFF de type 2 de la commune.

## Urbanisme

### Typologie
Au 1er janvier 2024, Montcourt-Fromonville est catégorisée bourg rural, selon la nouvelle grille communale de densité à sept niveaux définie par l'Insee en 2022.
Elle est située hors unité urbaine. Par ailleurs la commune fait partie de l'aire d'attraction de Paris, dont elle est une commune de la couronne,. Cette aire regroupe 1 929 communes,.

### Lieux-dits et écarts
La commune compte 79 lieux-dits administratifs répertoriés consultables ici dont Fromonville, Pleignes (source : le fichier Fantoir).

### Occupation des sols
L'occupation des sols de la commune, telle qu'elle ressort de la base de données européenne d’occupation biophysique des sols Corine Land Cover (CLC), est marquée par l'importance des forêts et milieux semi-naturels (44,9 % en 2018), une proportion sensiblement équivalente à celle de 1990 (44,8 %). La répartition détaillée en 2018 est la suivante : 
forêts (44,9% ), terres arables (36,7% ), zones urbanisées (13,8% ), prairies (4,3% ), eaux continentales (0,3 %).
Parallèlement, L'Institut Paris Région, agence d'urbanisme de la région Île-de-France, a mis en place un inventaire numérique de l'occupation du sol de l'Île-de-France, dénommé le MOS (Mode d'occupation du sol), actualisé régulièrement depuis sa première édition en 1982. Réalisé à partir de photos aériennes, le Mos distingue les espaces naturels, agricoles et forestiers mais aussi les espaces urbains (habitat, infrastructures, équipements, activités économiques, etc.) selon une classification pouvant aller jusqu'à 81 postes, différente de celle de Corine Land Cover,,. L'Institut met également à disposition des outils permettant de visualiser par photo aérienne l'évolution de l'occupation des sols de la commune entre 1949 et 2018.

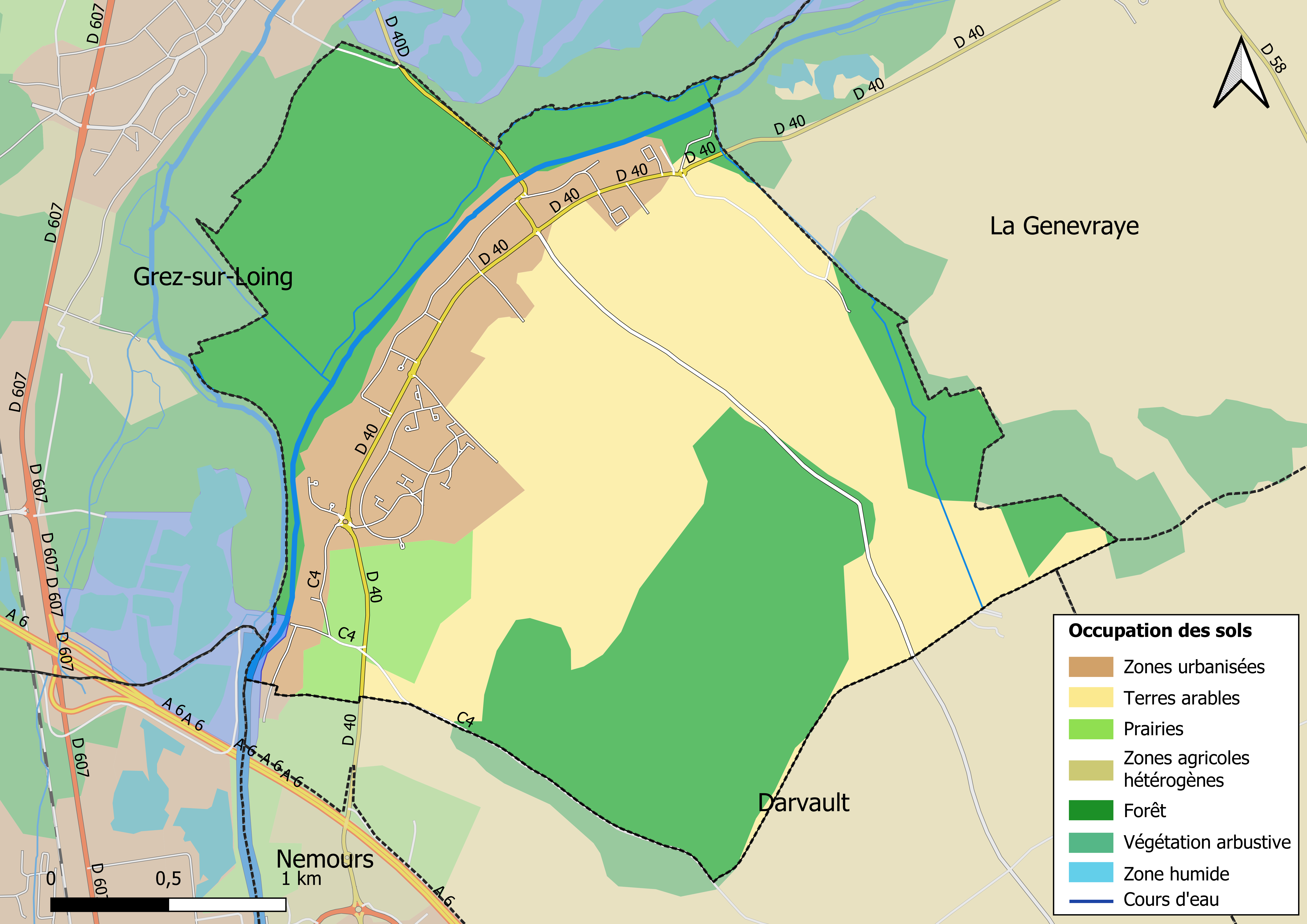
Carte des infrastructures et de l'occupation des sols en 2018 (CLC) de la commune.
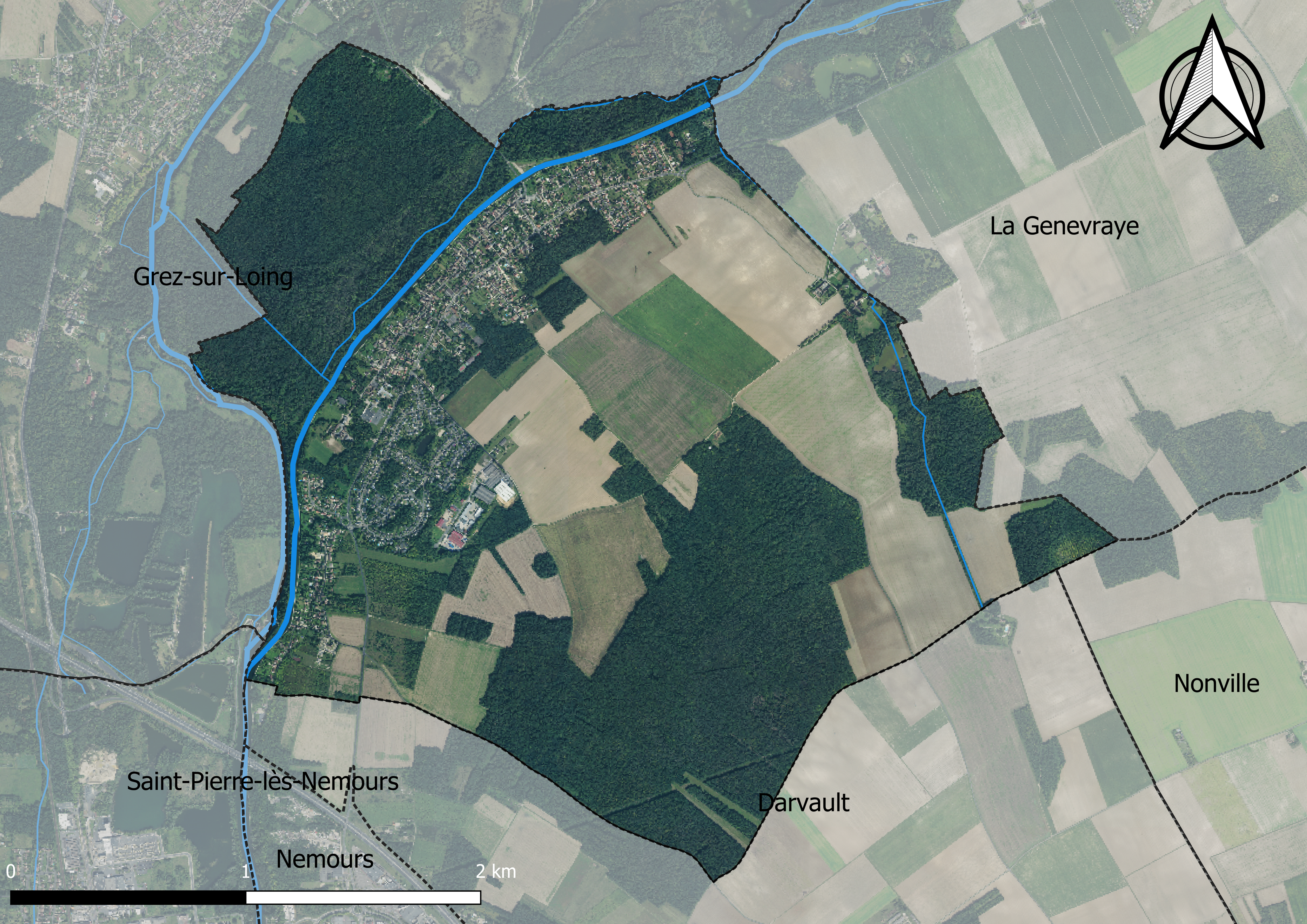
Carte orhophotogrammétrique de la commune.

### Planification
La loi SRU du 13 décembre 2000 a incité les communes à se regrouper au sein d’un établissement public, pour déterminer les partis d’aménagement de l’espace au sein d’un SCoT, un document d’orientation stratégique des politiques publiques à une grande échelle et à un horizon de 20 ans et s'imposant aux documents d'urbanisme locaux, les PLU (Plan local d'urbanisme). La commune est dans le territoire du SCOT Nemours Gâtinais, approuvé le 5 juin 2015 et porté par le syndicat mixte d’études et de programmation (SMEP) Nemours-Gâtinais.
La commune disposait en 2019 d'un plan local d'urbanisme en révision. Le zonage réglementaire et le règlement associé peuvent être consultés sur le Géoportail de l'urbanisme.

### Logement
En 2017, le nombre total de logements dans la commune était de 885 dont 96,2 % de maisons et 3,7 % d'appartements.
Parmi ces logements, 91,4 % étaient des résidences principales, 3,7 % des résidences secondaires et 4,9 % des logements vacants.
La part des ménages fiscaux propriétaires de leur résidence principale s'élevait à 88 % contre 11,2 % de locataires dont, 2,1 % de logements HLM loués vides (logements sociaux) et, 0,7 % logés gratuitement.

### Voies de communication et transports

#### Transports
La commune est desservie par les lignes du réseau de bus Vallée du Loing - Nemours :
- No 17A (Nemours – Héricy);
- No 18A (Saint-Pierre-les-Nemours – Montereau-Fault-Yonne) ;
- No 7A (Saint-Pierre-les-Nemours – Fontainebleau) ;
- No 7B (Nemours – Avon) ;
- No 3 (Montcourt-Fromonville – Saint-Pierre-les-Nemours).

## Toponymie
Le nom de la localité est mentionné sous les formes J. de Molicuria en 1229 ; G. de Moocort en 1241 ; Mocourt en 1241 ; Moorcourt en 1255 ; Mollicuria en 1256 ; Moncourt en 1266 ; Molcourt en 1384 ; Montcourt en 1763.

Anciennement en dialecte local, Montchourt.
La commune, instituée lors de la Révolution française sous le nom de Fromonville, prend en 1926 celui de Montcourt-Fromonville.
Moncourt ou Maucourt, évolution de la forme de Moorcort de 1241 : « de l’enclos du marais nommé ».
Fromonville, du prénom du premier propriétaire de la métairie de Fromond.
Le 8 août 2024, la modification du nom de la commune en Moncourt-Fromonville est parue au Journal officiel pour une date d'effet au 1er janvier 2025.

## Histoire
À l’origine paroisse constituée de plusieurs hameaux : Fromonville, Moncourt, Pleignes et Darvault. Cette dernière a pris son autonomie communale en 1913.
La présence de l’homme sur le territoire de Fromonville est attestée à l’âge de la pierre par les fragments d’outils en silex trouvés çà et là sur le périmètre du village. Il existait encore au début du XXe siècle une sépulture dolménique dite « de Pleignes » qui contenait des squelettes humains et des couteaux en silex taillé de la période néolithique » (entre 4 500 et 2 300 ans avant notre ère), mais les vestiges ont disparu. D’autres dolmens se rencontrent dans la région, ils seraient associés à des alignements de menhirs parmi lesquels on retrouve la « Pierre des Moines » sur la commune de Darvault, datant également du Néolithique.
Au début du second millénaire de notre ère, la métallurgie du bronze puis du fer apparurent en Île-de-France. Ces nouvelles technologies modifièrent l’organisation sociale ;  à partir de 500 av. J.-C., les Celtes (Gaulois pour les Romains) se sédentarisent. Le Gâtinais, Pagus Vastinensis, est une des subdivisions de la Gaule créées par les Romains : les Sénons occupent le territoire correspondant aux départements de Seine-et-Marne, de l’Yonne, la Marne et la Côte d’Or, entre les Carnutes (Chartres) à l'ouest et les Lingons (Langres) à l'est. Malgré des découvertes isolées de céramique et de pièces de monnaie, aucun vestige d’habitation de cette période n’a été constaté sur la commune. Par ailleurs, de grandes voies de communication furent tracées reliant Paris, Melun et Sens.
À partir du IIIe siècle, les « Barbares » envahirent la Gaule : Huns, Goths, Alamans, puis Vandales venant de Germanie orientale, poursuivirent leurs incursions ; les Francs, avec Clovis à leur tête,  s’emparèrent du nord de la Gaule jusqu’à Melun. L’empire romain s’effondre alors en 476.
Après la dynastie des Mérovingiens, les Carolingiens prennent le pouvoir en 751 avec Charlemagne jusqu’en 814. Roi guerrier, il agrandit notablement son royaume et construisit un empire qui ne lui survit cependant pas longtemps. Se conformant à la coutume successorale germanique, l’Empire fut partagé en 843 entre trois de ses petits-fils, lors du traité de Verdun. Le morcellement féodal des siècles suivants, puis la formation en Europe des États-nations rivaux condamnèrent à l’impuissance ceux qui tentèrent de restaurer « l’Empire d’Occident ».
Les premiers textes attestant de l’existence du village de Moncourt-Fromonville datent du début du XIIe siècle ; Fromonville et Moncourt ainsi que Pleignes et Darvault apparaissent dans les recueils de cartulaires (chartes) du prieuré de Néronville (proche de Château-Landon). Ce prieuré bénédictin fut fondé en 1080 par Dimon de Montereau, descendant des seigneurs de Melun ; vers 1130, il érigea les quatre fiefs en paroisses (entité religieuse et administrative). Au décès de leur mère, les trois filles de Dimon héritèrent du territoire.
Béline reçut la partie méridionale comprenant Darvault, Auffais la partie médiane, c’est-à-dire une partie de Fromonville et le fief de Moncourt renfermant l’église, une métairie et deux moulins.  Hersent reçut la partie septentrionale de Fromonville ainsi que Pleignes qui était alors une vaste zone recouverte de forêts et d’étangs.
En 1068, le roi Philippe 1er fit entrer le Gâtinais dans le domaine royal de France. Puis, le roi Philippe Auguste (1180-1223) un siècle plus tard, en repoussa les frontières au-delà de la forêt d'Orléans, en conquérant la Normandie, le Maine, la Touraine et l'Anjou.
Plusieurs familles de dignitaires se sont succédé sur ce territoire jusqu’au XVIIe siècle :
- la famille Bullican apparaît en 1150 dans la région, liée au vicomte de Melun, propriétaire de Fromonville ; Moncourt n’apparaît qu’un siècle plus tard sous leur administration ;
- la famille Moorcort, apparaît en 1215, elle s’installe près de Fromonville, en provenance du bailliage de Grez-sur-Loing, dans une demeure seigneuriale dont nous n’avons aucune trace dans les archives. Par le jeu des alliances et héritages successifs, les fiefs de Fromonville et Moncourt ont été réunis en 1255 par le mariage de Marie de Faÿ-lès-Nemours avec Laurent de Moncourt. En 1298, on trouve le petit-fils de Laurent, Ytier de Moncourt sous le nom de  Yterius de Molle Curia  (en latin), inscrit dans les  « comptes » de Philippe le Bel comme participant à la guerre de Flandre (1298) ;
- la famille Trumel apparaît en 1341 ; le personnage le plus connu en est  Étienne Trumel de Fromonville, arbalétrier des milices de Bertrand du Guesclin (guerre de Cent ans) ; il décède en 1380, sa pierre tombale est dans le chœur de l’église Saint-Etienne Sainte-Avoye. Dans la première moitié du XVe siècle, cette famille cède les fiefs de Moncourt, Fromonville, Faÿ, Paley et Méréville à un dénommé Etienne Le Fèvre ; le domaine de Pleignes est acheté par un dénommé Jean de Serre en 1409 ;
- la famille  Amer : Pierre 1er acquit le fief de Pleignes en 1455 ; il fut nommé clerc (conseiller) du roi Charles VII en la Chambre des comptes, puis « correcteur » du roi Louis XI. En 1472, il agrandit son territoire avec  les fiefs de Fromonville et Moncourt. Cette famille et ses descendants habitèrent le château de Pleignes de 1455 à 1644 ;
- la famille de Sailly : Germain de Sailly fit construire la chapelle seigneuriale de l’église de Fromonville lui ajoutant ainsi une aile en 1538, puis il fit ériger le clocher en 1543. A noter : la pierre tombale de Marguerite Amer sa belle-sœur, petite-fille de Pierre Amer 1er, décédée en 1521, fut transférée dans la chapelle seigneuriale de l’église. Un siècle et demi plus tard, Gabrielle de Monthiers, dame de Pleignes, arrière-petite-nièce de Marguerite Amer y fut inhumée en 1661 ;
- la famille de Mornay : en 1586, Louis de Mornay, petit-neveu de Marguerite Amer, hérita du domaine de Fromonville ; Il restaura les bâtiments entourés de quelques arpents de terre mais en 1589, les Huguenots détruisirent le petit « manoir » au cours de la 8ème Guerre de religion. Louis de Mornay décède sans descendance en 1601. Anne Pelet son épouse hérite alors du domaine et le lègue à sa nièce Jeanne de Brosset, dernière descendante de la famille Amer ;
- la famille Chapotin[53] : en 1644 : Louis Chapotin, seigneur de Darvaux et autres lieux, bailli de Nemours et son épouse Michelle Hédelin, petite-fille d’Ambroise Paré -le chirurgien- acquirent le domaine de Fromonville et édifièrent le premier château, le « Grand Chaillot » dans un style Louis XIII « à la Mansart », à l’emplacement de l’ancien bâtiment servant de logement au  fermier ; ils aménagèrent des jardins « à la française », et il augmentèrent considérablement la surface du domaine, en y rattachant la seigneurie de Pleignes-le-Territoire en 1655 (appelée Pièce-du-Camp, aujourd’hui occupée par la résidence des Rougemonts).

En 1723 fut achevé le canal du Loing. Commandé en 1718 par le duc Philippe d’Orléans (neveu de Louis XIV et Régent de France pendant la minorité de Louis XV), ses travaux arrivèrent à Fromonville quelques années plus tard. D’une longueur totale  de 53 kilomètres, il relie le canal de Briare (Montargis) à la Seine (Saint-Mammès). Le Canal changea profondément les conditions de navigation, procurant un développement économique aux régions traversées en facilitant le transport de produits agricoles, du produit des carrières, du bois de chauffage et de charpente et bien d’autres denrées.
Puis le territoire passa entre les mains de nombreux propriétaires et connut des fortunes diverses.
À l’aube de la Révolution française, le roi Louis XVI décide de réunir les Etats généraux le 4 mars 1789. Cette assemblée essentiellement consultative, était composée de 1190 députés élus par les trois « ordres » qui composaient la société de l’Ancien régime, le clergé, la noblesse et le tiers état. Les États généraux étaient convoqués dans des circonstances exceptionnelles (crise politique ou financière); les précédents avaient été convoqués en 1664 sous Louis XIII.
Le pays était alors divisé en bailliages et sénéchaussées, circonscriptions administratives au nombre de 400. La Révolution crée un cadre juridique uniforme sur la totalité du territoire, et institue la création des départements (83 en 1790). En 1793, toutes les dénominations de ville, bourg ou village sont supprimées et le terme de « commune » leur est substitué. Les quatre paroisses deviennent donc des communes le 20 septembre 1792, le registre d’état civil, tenu alors par le curé, passe sous la responsabilité d'un officier public élu.
En 1798, la Maréchale de Richelieu, née Jeanne de Lavaulx, acheta le domaine de Fromonville  et y demeura jusqu’à sa mort en 1815. Elle était veuve en premières noces d’un gentilhomme irlandais, Edmond de Rothe, décédé en 1772. Elle épousa en 1780 Louis François Armand de Vignerot du Plessis (1696-1788), 3e duc de Richelieu, petit-neveu du Cardinal et Maréchal de France. Veuve pour la 2e fois en 1788, elle fuit un temps la Révolution et se réfugie en Allemagne ; puis, elle s’installa à Fromonville avec ses cinq enfants en 1798 jusqu’à sa mort en 1815. La pierre tombale de la Maréchale est située contre le mur ouest du chœur de l’église, avec celle de son fils Antoine Edmond Joseph de Rothe décédé en 1842 et celle de sa petite-fille Henriette Marguerite décédée en 1811.
1805 : Antoine Edmond Joseph de Rothe, le fils de la Maréchale, devenu lieutenant-colonel d’infanterie reçoit le domaine de Fromonville en dot à l’occasion de son mariage. Il fut chambellan de Charles X et maire de Fromonville. Il agrandit le parc et les dépendances.
Au village, les habitants vivent surtout de l’agriculture, de la vigne, des vergers, ils habitent des hameaux, des métairies comme La Barraude, La Boissière, l’Erable, Basses-Pleignes… Les artisans et commerçants sont plutôt établis à Nemours, des approvisionnements en tous genres se font dans ce bourg en pleine expansion à partir du XVIIIe siècle, fournissant aussi du  travail aux femmes des paysans (lingères, couturières…)
1856 : Pierre Adèle Philippe Coëttant de Borderieux, ancien agent de change à la Bourse de Paris, acheta le domaine et agrandit encore les terres jusqu’à 51 hectares. Il remania les communs, fit construire une maison de jardinier, des écuries. Il mourut au château en 1880. Son épouse, Louise Elisa Adélaïde Haussoulier, mourut en 1885, elle légua alors le domaine à leurs trois enfants.
Septembre 1870 : un détachement des armées prussiennes fit son apparition dans la commune, avant d’en être délogé par la garnison de Nemours.
1886 : Emile Louis Richemond acquit le domaine de Fromonville le 12 juin ; il avait épousé en 1863 la comtesse Louise Marie Coëttant de Borderieux, l’une des trois héritières. Ils firent reconstruire le château sur son plan primitif dès 1886 après la démolition du château des Chapotin devenu vétuste. Industriel, gouverneur de la Banque de France, président du Tribunal de commerce de la Seine, Émile Louis Richemond était aussi historien, membre de la Société historique et archéologique du Gâtinais, auteur d’un ouvrage sur l’histoire de la région de 1130 à 1643. Il agrandit le domaine, ajouta des dépendances, un château d’eau, des jardins, des serres. Jusqu’aux années 1940, le château était un vrai centre de vie : lieu d’habitation, de réception, mais aussi exploitation agricole. Une trentaine de personnes y travaillaient pour répondre aux besoins domestiques et à l’entretien des terres.
1913 : Darvault, hameau de Fromonville, devint une commune à part entière et le premier maire en fut M. Farizy le 15 mars 1914.
Durant la Grande Guerre, des habitants furent mobilisés comme dans tous les villages de France,  et plus de vingt soldats restèrent sur les  champs de bataille.
Jacques Richemond, fils d’Emile Louis épouse Marcelle Kléber ; il devint capitaine de cavalerie et vécut au château jusqu’en 1936.
1926 : le 15 décembre, Moncourt et Fromonville ont été réunis sur la demande du Maire de l’époque, Monsieur Valladier, par la promulgation d’un décret. Fromonville n’avait plus que 20 habitants, Moncourt  s’était développé plus rapidement et comptait 268 habitants.
1940 : le château est occupé par l’armée allemande pendant quelques mois. En 1944, des éléments des Forces Françaises Libres logent un temps dans les dépendances du château. À la Libération, des officiers américains et anglais, en détachement à Fontainebleau, habitent une partie du château durant quelques années.
1953 : Marthe Richemond, fille de Jacques, épouse le comte Rollon de Chappedelaine ; elle reprend la gestion du domaine au décès de sa mère Marcelle (Kléber)-Richemond ; la famille séjourne au château, en alternance avec leur appartement parisien. La comtesse décède en 1969, elle est enterrée à Fromonville. Son fils unique Stephen hérite du domaine ;  il le vend à la Caisse des Dépôts et Consignations en 1976.
1984 : la commune achète le domaine de Fromonville, la mairie s’installe au château en 1997.
Aux XIXe et XXe siècles, Moncourt-Fromonville dut son essor économique à l’extraction et au transport du sable. Celui-ci, extrait des carrières de Darvault, arrivait par wagonnets au port au sable situé le long du Canal avant d’être chargé dans des péniches près de la passerelle de Fromonville. On extrayait des carrières de Bourron un sable très pur qui partait à l’étranger pour réaliser les verres les plus fins (de Murano à Venise par exemple) ; de la ballastière de Grez, l’on extrayait cailloux et graviers pour le chemin de fer et les travaux  publics. Ces matériaux  venaient des carrières jusqu’au Canal, près du pont métallique, par un petit train jusqu’en 1969. En 1982, des passionnés nostalgiques remirent sur les rails ce petit tortillard abandonné : c’est le Tacot des lacs.
À la fin du XXe siècle, la population du village a rapidement augmenté, entraînant la construction de plusieurs lotissements. L’agriculture occupe toujours une grande part de l’économie locale mais emploie peu, l’activité industrielle est devenue mineure et il reste très peu de commerçants et d’artisans : les actifs dorénavant travaillent pour la plupart dans les villes.

## Politique et administration

### Rattachements administratifs et électoraux
La commune se trouve depuis 1988 dans l'arrondissement de Fontainebleau du département de Seine-et-Marne. Pour l'élection des députés, elle fait partie depuis 1988 de la deuxième circonscription de Seine-et-Marne.
Elle fait partie depuis 1793 du canton de Nemours. Dans le cadre du redécoupage cantonal de 2014 en France, ce canton, dont la commune est toujours membre, est modifié, passant de 17 à 51 communes.

### Intercommunalité
La commune est membre de la communauté de communes Pays de Nemours, créée fin 2009.

### Liste des maires
| Période                                  | Période                   | Identité                  | Étiquette          | Qualité |
| ---------------------------------------- | ------------------------- | ------------------------- | ------------------ | --- |
| Les données manquantes sont à compléter. |                           |                           |                    | |
| 1945                                     | 1957                      | Modeste Timbert           |                    | Agriculteur |
| 1957                                     | mars 1965                 | Étienne Dailly,           | Rad. puis UDF-Rad. | Juriste, chef d'entreprise Sénateur de Seine-et-Marne (1959 → 1995) Conseiller général de Nemours (1961 → 1979) Président du conseil général de Seine-et-Marne (1967 → 1979) Maire de Nemours (1965 → 1977) |
| mars 1965                                | 1966                      | Francis Delucinges        |                    | Inspecteur de police |
| 1966                                     | mars 1977                 | Louis Dailly              | MRG                | Agriculteur |
| mars 1977                                | 1981                      | Marc Lucy                 |                    | Ingénieur en informatique Démissionnaire |
| 1981                                     | mars 1983                 | Yves Marescot du Thilleul |                    | Ancien général |
| mars 1983                                | juin 1995                 | Robert Planet             |                    | Chirurgien dentiste |
| juin 1995                                | mai 2020                  | Jean-Marc Pannetier       | DVD                | Responsable comptable retraité |
| mai 2020,                                | mai 2021                  | Michaël Beugin            | SE                 | Conseiller funéraire Vice-président délégué de la CC Pays de Nemours (2020 → 2021) Démissionnaire |
| mai 2021                                 | En cours (au 14 mai 2021) | Maxime Labelle            | DVD                | Cadre |

## Équipements et services

### Eau et assainissement
L’organisation de la distribution de l’eau potable, de la collecte et du traitement des eaux usées et pluviales relève des communes. La loi NOTRe de 2015 a accru le rôle des EPCI à fiscalité propre en leur transférant cette compétence. Ce transfert devait en principe être effectif au 1er janvier 2020, mais la loi Ferrand-Fesneau du 3 août 2018 a introduit la possibilité d’un report de ce transfert au 1er janvier 2026,.

#### Assainissement des eaux usées
En 2020, la commune de Montcourt-Fromonville gère le service d’assainissement collectif (collecte, transport et dépollution) en régie directe, c’est-à-dire avec ses propres personnels.
L’assainissement non collectif (ANC) désigne les installations individuelles de traitement des eaux domestiques qui ne sont pas desservies par un réseau public de collecte des eaux usées et qui doivent en conséquence traiter elles-mêmes leurs eaux usées avant de les rejeter dans le milieu naturel. La commune assure le service public d'assainissement non collectif (SPANC), qui a pour mission de vérifier la bonne exécution des travaux de réalisation et de réhabilitation, ainsi que le bon fonctionnement et l’entretien des installations. Cette prestation est déléguée à l'entreprise Veolia, dont le contrat arrive à échéance le 31 janvier 2023,.

#### Eau potable
En 2020, l'alimentation en eau potable est assurée par le SIAEP de Grez-sur-Loing, Montcourt-Fromonville qui en a délégué la gestion à l'entreprise Veolia, dont le contrat expire le 31 décembre 2019,,.
Les nappes de Beauce et du Champigny sont classées en zone de répartition des eaux (ZRE), signifiant un déséquilibre entre les besoins en eau et la ressource disponible. Le Réchauffement climatique est susceptible d’aggraver ce déséquilibre. Ainsi afin de renforcer la garantie d’une distribution d’une eau de qualité en permanence sur le territoire du département, le troisième Plan départemental de l’eau signé, le 3 octobre 2017, contient un plan d’actions afin d’assurer avec priorisation la sécurisation de l’alimentation en eau potable des Seine-et-Marnais. A cette fin a été préparé et publié en décembre 2020 un schéma départemental d’alimentation en eau potable de secours dans lequel huit secteurs prioritaires sont définis. La commune fait partie du secteur Bocage.

## Population et société

### Démographie
L'évolution du nombre d'habitants est connue à travers les recensements de la population effectués dans la commune depuis 1793. Pour les communes de moins de 10 000 habitants, une enquête de recensement portant sur toute la population est réalisée tous les cinq ans, les populations de référence des années intermédiaires étant quant à elles estimées par interpolation ou extrapolation. Pour la commune, le premier recensement exhaustif entrant dans le cadre du nouveau dispositif a été réalisé en 2007.

En 2022, la commune comptait 1 908 habitants, en évolution de −4,31 % par rapport à 2016 (Seine-et-Marne : +3,92 %, France hors Mayotte : +2,11 %).
| 1793 | 1800 | 1806 | 1821 | 1831 | 1836 | 1841 | 1846 | 1851 |
| ---- | ---- | ---- | ---- | ---- | ---- | ---- | ---- | ---- |
| 550  | 643  | 632  | 672  | 734  | 731  | 762  | 753  | 748  |

| 1856 | 1861 | 1866 | 1872 | 1876 | 1881 | 1886 | 1891 | 1896 |
| ---- | ---- | ---- | ---- | ---- | ---- | ---- | ---- | ---- |
| 728  | 702  | 670  | 685  | 681  | 666  | 626  | 653  | 703  |

| 1901 | 1906 | 1911 | 1921 | 1926 | 1931 | 1936 | 1946 | 1954 |
| ---- | ---- | ---- | ---- | ---- | ---- | ---- | ---- | ---- |
| 714  | 726  | 690  | 288  | 325  | 331  | 337  | 319  | 410  |

| 1962 | 1968 | 1975 | 1982  | 1990  | 1999  | 2006  | 2007  | 2012  |
| ---- | ---- | ---- | ----- | ----- | ----- | ----- | ----- | ----- |
| 481  | 500  | 614  | 1 510 | 2 183 | 2 231 | 2 137 | 2 123 | 2 057 |

| 2017  | 2022  | - | - | - | - | - | - | - |
| ----- | ----- | - | - | - | - | - | - | - |
| 1 982 | 1 908 | - | - | - | - | - | - | - |

## Économie

### Revenus de la population et fiscalité
En 2017, le nombre de ménages fiscaux de la commune était de 801 (dont 70 % imposés), représentant 2 029 personnes et la  médiane du revenu disponible par unité de consommation  de 25 240 euros.

### Emploi
En 2017 , le nombre total d’emplois dans la zone était de 217, occupant 851 actifs  résidants.
Le taux d'activité de la population (actifs ayant un emploi) âgée de 15 à 64 ans s'élevait à 67,3 % contre un taux de chômage de 6,9 %.
Les 25,8 % d’inactifs se répartissent de la façon suivante : 11 % d’étudiants et stagiaires non rémunérés, 9,6 % de retraités ou préretraités et 5,3 % pour les autres inactifs.

### Entreprises et commerces
En 2015, le nombre d'établissements actifs était de 126 dont 8 dans l’industrie, 17 dans la construction, 84 dans le commerce-transports-services divers et 17  étaient relatifs au secteur administratif.
Ces établissements ont pourvu 113 postes salariés.
- Zone artisanale Le Camp. Entreprise la plus importante[Quand ?] : Stock Express. 10 artisans et commerçants[réf. nécessaire].

### Secteurs d'activité

#### Agriculture
Moncourt-Fromonville est dans la petite région agricole dénommée le « Pays de Bière et Forêt de Fontainebleau », couvrant le Pays de Bière et la forêt de Fontainebleau. En 2010, l'orientation technico-économique de l'agriculture sur la commune est la culture de céréales et d'oléoprotéagineux (COP).
Si la productivité agricole de la Seine-et-Marne se situe dans le peloton de tête des départements français, le département enregistre un double phénomène de disparition des terres cultivables (près de 2 000 ha par an dans les années 1980, moins dans les années 2000) et de réduction d'environ 30 % du nombre d'agriculteurs dans les années 2010. Cette tendance se retrouve au niveau de la commune où le nombre d’exploitations est passé de 2 en 1988 à 1 en 2010. Parallèlement, la taille de ces exploitations augmente, passant de 70 ha en 1988 à 143 ha en 2010.
Le tableau ci-dessous présente les principales caractéristiques des exploitations agricoles de Montcourt-Fromonville, observées sur une période de 22 ans : 
|                                      | 1988 | 2000 | 2010 |
| ------------------------------------ | ---- | ---- | ---- |
| Dimension économique,                |      |      |      |
| Nombre d’exploitations (u)           | 2    | 1    | 1    |
| Travail (UTA)                        | 2    | 1    | 1    |
| Surface agricole utilisée (ha)       | 140  | 143  | 143  |
| Cultures                             |      |      |      |
| Terres labourables (ha)              | s    | s    | s    |
| Céréales (ha)                        | s    | s    | s    |
| dont blé tendre (ha)                 | s    | s    | s    |
| dont maïs-grain et maïs-semence (ha) | s    | s    | s    |
| Tournesol (ha)                       | s    |      |      |
| Colza et navette (ha)                | s    |      | s    |
| Élevage                              |      |      |      |
| Cheptel (UGBTA)                      | 0    | 0    | 0    |

## Culture locale et patrimoine

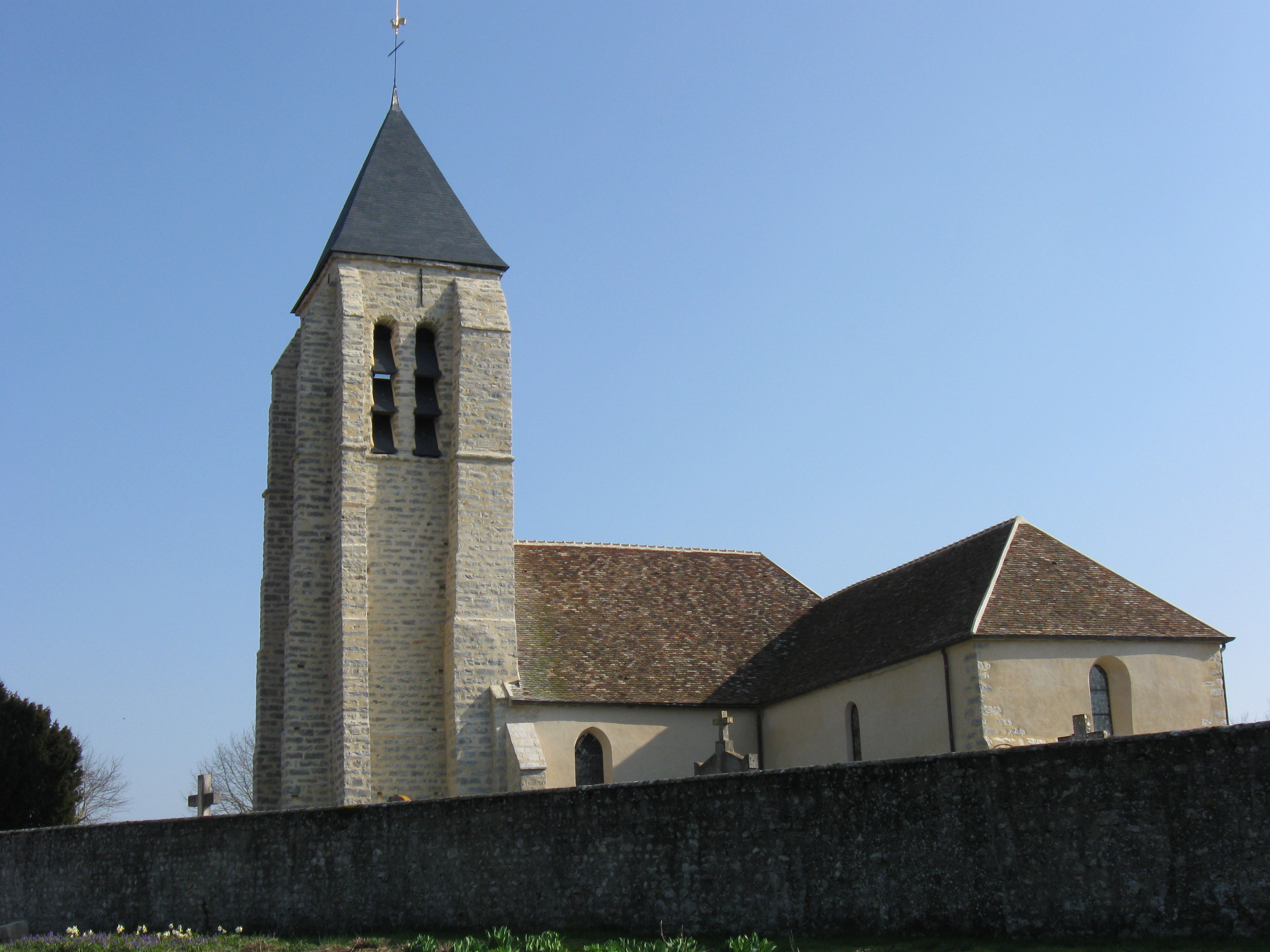
L'église St-Etienne Ste-Avoye.

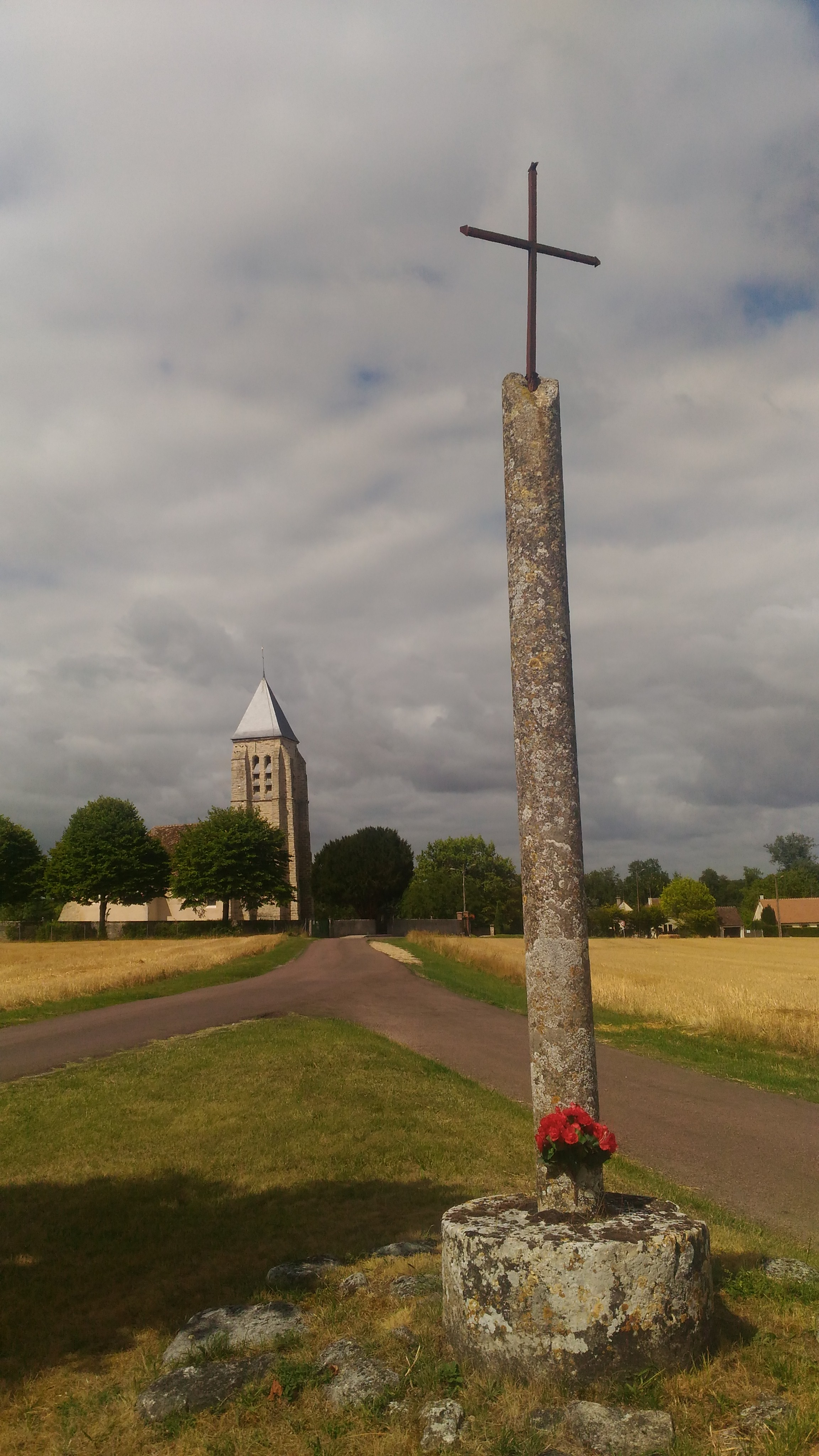
Borne féodale de la Croix Richelieu.

### Lieux et monuments
- L’église Saint-Etienne-Sainte-Avoye bâtie entre le XIIe et le XVIe siècle inscrite au titre des monuments historiques[83]. Un tableau la représentant, brossé par Edmond Daynes, est conservé au Musée du Domaine départemental de Sceaux.

La tour latérale de forme carrée est étayée aux angles par d'importants contreforts. Chacune des faces de ce clocher est éclairée par des baies géminées. L’édifice comporte une nef de plan rectangulaire à chevet carré, sans bas-côté. Une chapelle de 1538 précède la sacristie, ces deux éléments se trouvant en enfilade, accolés au mur nord.
- Retable du maître-autel – XVIIe siècle.
- Pierre tombale du curé Debonnaire - début du XVIIIe siècle.
- Pierre tombale de la duchesse de Richelieu (à l'extérieur)- milieu du XVIIIe siècle.
- Station du chemin de croix – XIXe siècle - métal émaillé.
- Sainte Avoye - Vitrail - fin du XIXe siècle.
- Saint Etienne - Vitrail- fin du XIXe siècle.
- Le bon pasteur - vitrail – XIXe siècle.
- Le château de Moncourt (XIXe et XXe siècles), anciennement appelé château de Chaillot, acquis par la commune et qui abrite la mairie depuis 1997.
- Le château de Pleignes - XIVe siècle. Son histoire est liée aux seigneurs de Nemours jusqu'au XVe siècle. Le domaine a appartenu à la famille Amer dès 1455. Il fut saccagé par les Huguenots en 1589 et, deux siècles plus tard, pendant la Révolution de 1789. Rebâti par la suite, il est démoli au XIXe siècle et reconstruit dans un style anglo-normand; il conserve néanmoins des parties anciennes comme les fondations et les douves (XIVe siècle), ainsi que la porte monumentale et les tours à visière et créneaux. Dans les environs, le lieu-dit l'Etang sec évoque des plans d'eau disparus, asséchés après 1834 lorsque la terre de Pleignes fut vendue et morcelée.
- Le canal du Loing (percé au XVIIIe siècle).

### Personnalités liées à la commune
- Patricia Highsmith (1921-1995), romancière américaine spécialisée dans les romans policiers  résida pendant plusieurs années dans une maison de la rue de la Boissière avant de partir pour la Suisse[84].
- Jacques Cassabois, auteur français de livres pour la jeunesse (mythes fondateurs, contes, albums, romans historiques...).
- Georges Feher (1929-2015), artiste peintre ayant résidé à Moncourt-Fromonville.

### Héraldique
| Blason de Moncourt-Fromonville | Blason  | D'argent à la fasce de sable accompagnée de trois rocs de même. |
| Blason de Moncourt-Fromonville | Détails | Ce blason a été adopté comme armoiries communales par délibération du Conseil municipal du 21 janvier 2022 puis déposé aux Archives départementales ainsi qu'auprès de la Commission nationale de l'Héraldique. Il date du XVe siècle et appartenait à la famille du seigneur Pierre AMER arrivé dans la région en 1445 en tant que Conseiller du roi Charles VII. Cette famille a été présente sur le territoire jusqu’en 1643. |